# Geertruidenberg (plantage)
Geertruidenberg was een koffieplantage aan de Commewijnerivier in het district Commewijne in Suriname. Zij lag rechts bij het opvaren, stroomafwaarts naast plantage A la bonne heure en stroomopwaarts naast plantage Mariënburg.

## Geschiedenis
De plantage werd in 1745 aangelegd door de Amsterdamse koopman Dingeman Broen. Hij heeft nooit in Suriname gewoond, maar investeerde vanuit Nederland in de plantage. Broen noemde de plantage naar zijn echtgenote Geertruida Nobel. In het Surinaams werd de plantage naar hem genoemd: Broen of Brun. Na zijn dood in 1747 ontwikkelde Geertruida Nobel in de twintig daaropvolgende jaren de plantage tot een goed renderende, grote koffieplantage. Zij overleed in 1767 in Amsterdam.
De volgende eigenaar was Bartholomé Muilman, die getrouwd was met Magdalena Johanna de Hoy. De familie De Hoy was al eigenaar van de plantage Hooyland aan de Hooikreek. Na zijn overlijden werd zijn echtgenote de eigenaresse van de plantage. Na haar overlijden werd de plantage in 1842 verkocht.
De plantage werd overgenomen door Gijsbert Christiaan Bosch-Reitz, een andere koopman uit Amsterdam. Een paar jaar later kocht hij ook de naastgelegen plantage Zoelen. Bij de emancipatie in 1863 kregen 74 slaven de vrijheid en staat zijn echtgenote, Geertruida Elisabeth Kuvel als eigenaresse vermeld. In 1889 werd de plantage geveild en werd J.M. de Vries de eigenaar. Zoals zoveel plantages langs de Commewijne was Geertruidenberg in die tijd een cacaoplantage.
De plantage werd opgekocht door de Nederlandse Handel-Maatschappij en was tot 1964 onderdeel van de Suikeronderneming Marienburg. In dat jaar werd de onderneming verkocht aan de Rubber Cultuur Maatschappij Amsterdam. Deze verkocht daarna het bedrijf aan de Surinaamse overheid.
A la bonne heure · Anna's Zorg · Akkerboom · Alliance · Alkmaar · Andresa · Auka · Andreesgift · Bantaskine · Barbados · Batavia · Beekenhorst · Belladrum · Bellevue · Belwaarde · Beninenburg · Berg en Dal · Bergen op Zoom · Berlijn (Commewijne) · Berlijn (Para) · Bethlehem · Boksweide · Boston · Botany Bay · Boxel · Bronswijk · Brouwerslust · Bruinendaal · Bucklebury · Buitenrust · Burnside · Cadrosspark · Caledonia · Campenburg · Cannewapibo · Catharina Sophia · Clevia  · Cliffort-Kokshoven · Clyde · Concordia · Concordia en een Kwart Lot · Courcabo · De Dageraad · De Goede Vriendschap · De Resolutie · De Vier Hendrikken · Diamond · Dijkveld · Domburg · Dordrecht · Eendragt · Elisabeth's Hoop · Ellen · L'Espérance (Nickerierivier) · L'Espérance (Surinamerivier) · Esthersrust · Fairfield · Fortuin · Flora · Florentia · Frederiksburg · Frederiksdorp · Frederikslust · Geertruidenberg · Geyersvlijt · Glensander · Gloria · Groot Chatillon · Groot Marseille · Guadeloupe · Hague · Hamburg · Hamilton · Hamptoncourt · Hannover · Hazard · Hebron · Hecht en Sterk · Hooyland · Hope · Houttuin · Huntly · Huwelijkszorg · Inverness · Jagtlust · Jodensavanne · Johan & Margaretha · Johanna Catharina · Johanna Maria · Johannesburg · John · Katwijk · Kent · Kerkshoven · Killenstein · Klein Bellevue · Kleinhoop · Krappahoek · Kroonenburg · Kwatta · La Jalousie · La Prosperité · La Rencontre · La Ressource (Saramacca) · La Ressource (Surinamerivier) · La Singularité · Laarwijk · Leasowes · Leliëndaal · Leonsberg · Livorno · Longmay · Lunenburg · Lust en Rust · Lustrijk · Maasstroom · Margarethenburg · Maria Petronella · Mariënbosch · Mariënburg · Margaretha's Gift · Mary's Hope · Meerzorg · Merveille · Moed en Kommer · Mon Bijou · Mon Souci · Mon Trésor · Monnikendam · Mopentibo · Morgenster · Moy · Nieuw Mocha · Nieuwzorg · Nieuwe Aanleg · De Nieuwe Grond · Nijd en Spijt · Novar · Nursery · Nut en Schadelijk · Onoribo · Onverwacht · Oranibo · Ornamibo · Overbrug · Overtoom 
· Oxford · Palestina · Paradise · Persévérance · Petersburg · Picardië · Peperpot · Pieterszorg · Plaisance · Poelwijk · Potosie · Purmerend · Reijnsdorp · Reijnsfort · Rijnberk · Roosenburg · Rorac · Rust en Werk · Rustenburg · Saltzhalen · Sans Souci · Saphir · Sarah · Sardam · Schaapstede · Schoonoord · Sinabo en Gelre · Sint Barbara · Sint Eustatius · Slootwijk · Sorgvliet · Spieringshoek · Standvastigheid · Suidwijn · Suzanna's Daal · Toevlugt (Surinamerivier) · Tout Lui Faut · Toledo · Totness · Tyronne · 't Vertrouwen · Victoria · Vierkinderen · Visserszorg · Voorburg · Voorzorg (Saramacca) · Vossenburg · Vredenburg · Vriendsbeleid en Ouderzorg · Vreeland · Waltonhall · Waldijk · Waterloo · Wederzorg · Welbedacht · Welgelegen (Commewijne) · Welgelegen (Coronie) · Welgevallen · Weltevreden · Wolffs Capoerica · Wolfenbüttel · 't Ylant · Zoelen · Zorg en Hoop (hout) · Zorg en Hoop (indigo) · Zorg en Hoop (katoen) · Zorg en Hoop (suiker)